# Cetichthys indagator
Cetichthys indagator är en fiskart som först beskrevs av Rofen, 1959.  Cetichthys indagator ingår i släktet Cetichthys och familjen Cetomimidae. Inga underarter finns listade i Catalogue of Life.